# Tritoxa incurva
Tritoxa incurva är en tvåvingeart som beskrevs av Friedrich Hermann Loew 1873. Tritoxa incurva ingår i släktet Tritoxa och familjen fläckflugor. Inga underarter finns listade i Catalogue of Life.